# Ceryx exapta
Ceryx exapta là một loài bướm đêm thuộc phân họ Arctiinae, họ Erebidae.